# 薩利赫·阿里·薩馬德
薩利赫·阿里·薩馬德（阿拉伯语：‎；1979年1月1日—2018年4月19日），是一名也门政治人物，2016年起出任胡塞运动政府的也門最高政治委員會主席，並被稱為「萨那地區胡塞高級領導人」。此前他曾在2014年9月起擔任總統阿卜杜拉布·曼苏尔·哈迪的政治顧問。2018年4月19日，薩馬德於沙特聯軍空襲中喪生。